# Ice-T
Tracy Marrow, poznatiji pod pseudonimom Ice-T (Newark, 16. veljače 1958.), američki reper, pisac i glumac. Jedna je od najznačajnijih rap figura sa Zapadne obale SAD-a.
Rodio se u Newarku, država New Jersey. Otac Solomon i majka Alice umrli su dok je bio mlad, pa se preselio u Kaliforniju. Došavši na ulicu, svidio mu se život na njoj, pa se pridružio zloglasnoj bandi Crips. Još u srednjoj školi dobio je kćer, kojoj je dao ime Letesha. U srednjoj je školi često slagao rap stihove i pjevao kolegama. Nakon što je završio srednju, otišao je u američku vojsku, ali mu se to iskustvo nije nimalo svidjelo.
Izdao je niz albuma, a pjesme su mu povezane s političkom situacijom u SAD-u. Svoj je pseudonim uzeo jer je na njega utjecao Iceberg Slim, zloglasni gangster. Ice-T bio je kradljivac dragulja, a kasnije i svodnik (u svojim danima na ulici). Prometna je nesreća označil prekretnicu u njegovu životu, pa se odrekao uličnog načina života.
Glumi od 1984. godine, a dosad je snimio 27 filmova, te je radio i na televiziji. Od 2000. godine glumi u seriji Zakon i red: Odjel za žrtve. Njegov lik zove se Odafin Tutuola.
Osim Leteshe ima i sina koji se zove Tracy Marrow, Jr, a 2004. godine oženio se Nicole Austin. Dana 28. studenog 2015. godine rodila mu se kćer Chanel.

## Diskografija
- Rhyme Pays (1987.)
- Power (1988.)
- The Iceberg/Freedom of Speech...Just Watch What You Say (1989.)
- O.G. Original Gangster (1991.)
- Home Invasion (1993.)
- The Last Temptation of Ice (1994)
- VI - Return of the Real (1996.)
- The Seventh Deadly Sin (1999.)
- Pimp to Eat (2000)
- Greatest Hits: The Evidence (2001)
- Gangsta Rap (2006.)
- Urban Legends (2008)
- TBA (2012)

## Filmografija
|              | Film                          | Uloga                         |
| ------------ | ----------------------------- | ----------------------------- |
| 1984.        | Breakin'                      | Hip-hop MC                    |
| 1984.        | Breakin' 2: Electric Boogaloo | Reper                         |
| 1991.        | New Jack City                 | Scotty Appleton               |
| 1991.        | Ricochet                      | Odessa                        |
| 1992.        | Why Colors?                   |                               |
| 1992.        | Trespass                      | King James                    |
| 1993.        | Who's the Man?                | Chauncey "Nighttrain" Jackson |
| 1993.        | CB4                           | on sam                        |
| 1994.        | Surviving the Game            | Jack Mason                    |
| 1995.        | Tenk cura                     | T-Saint                       |
| 1995.        | Johnny Mnemonic               | J-Bone                        |
| 1995.        | New York Undercover           | Danny Cort                    |
| 1996.        | MADtv                         | gost voditelj                 |
| 1997.        | Players                       | Isaac "Ice" Gregory           |
| 1997.        | Below Utopia                  | Jim                           |
| 1997.        | Mean Guns                     | Vincent Moon                  |
| 1998.        | MTV Sports & Music Festival 2 | voditelj                      |
| 1998.        | Exiled: A Law & Order Movie   | Seymour Stockton              |
| 1999.        | Pimps Up, Ho's Down           | on sam                        |
| 1999.        | Urban Menace                  | pripovjedač                   |
| 1999.        | Dan osude                     | Matthew Reese                 |
| 2000.        | Leprechaun                    | Mack Daddy                    |
| 2000 - danas | Zakon i red: Odjel za žrtve   | Fin Tutuola                   |
| 2001.        | The Heist                     | C-Note                        |
| 2001.        | 3000 milja do Gracelanda      | Hamilton                      |
| 2003.        | Pimp in 101                   |                               |
| 2006.        | Ice-Tova škola rapa           | on sam                        |

## Vanjske poveznice
- Službena stranica
- Ice-T na Twitteru
- Ice-T na Internet Movie Databaseu